# Доманьяно
Доманьяно — одна з дев'яти міст-комун Сан-Марино.

## Географія
Межує із містами-комунами Фаетано, Борго-Маджоре, Серравалле і італійським містом-комуною Коріано.Головним містом комуни є Монте-Лупо.

## Історія
Доманьяно було заселено з античних часів що підтверджують розкопки проведені у 1892–1893 роках. У результаті розкопок було знайдено «Скарб Доманьяно» (давньоримські монети, статуї, золоті прикраси періоду лангобардів). Зараз скарб знаходиться у Британському музеї.

## Населені пункти
Доманьяно підпорядковуються 5 сіл (curazie):
- Ка Джанніно (Cà Giannino)
- Фіоріна (Fiorina)
- П'яндівелло (Piandivello)
- Спаччо-Джанноні (Spaccio Giannoni)
- Торрачія (Torraccia)

| Сан-Марино | Це незавершена стаття з географії Сан-Марино. Ви можете допомогти проєкту, виправивши або дописавши її. |